# A Naruto fejezeteinek listája (2. rész)
A Naruto című manga két részre tagolható. Az Első rész az első 244 fejezetet jelenti. Ebből az utolsó hat fejezet a Kakasi Gaiden. Ezekben a részekben a sorozat főbb szereplői 12-13 évesek. A 245. résztől kezdődik a sorozat Második része. Ebben a főbb szereplők 15-16 évesek, és hangulata sokkal komorabbá válik. Itt a Második rész fejezeteinek listája olvasható.

## Kötetek
| Kötet | Cím | Cím | Megjelenési dátum | Megjelenési dátum |  |
| Kötet | Magyar | Japán | Japán | Magyar |  |
| ----- | --- | --- | --- | --- |  |
|       | | | | |  |
| 28    | Naruto hazaérkezése!! | Naruto no kikjó!! (ナルトの帰郷!!) | 2005. június 3. | - |  |
| 28    | Fejezetek - 245. Naruto hazaérkezése!! (ナルトの帰郷!!; Naruto no kikjó!!) - 246. A kettő fejlődése!! (二人の成長!!; Futari no seicsó!!) - 247. A Homok látogatói (砂への侵入者たち; Szuna he no sinnjúsa-tachi) - 248. A Homok visszatámad...!! (迎えうつ砂...!!; Mukaeucu szuna...!!) - 249. A Kadzekage cselekszik...!! (風影として...!!; Kazekage to site...!!) - 250. Új csapat, első küldetés!! (新チーム、初任務!!; Sin csímu, hacu ninmu!!) - 251. A Homoknak...!! (砂へ...!!; Szuna he...!!) - 252. Az érzelmek elharapóznak...!! (想い、駆ける...!!; Omoi, kakeru...!!) - 253. Felmentősereg...!! (頼れる加勢...!!; Tajoreru kaszei...!!)                     | Fejezetek - 245. Naruto hazaérkezése!! (ナルトの帰郷!!; Naruto no kikjó!!) - 246. A kettő fejlődése!! (二人の成長!!; Futari no seicsó!!) - 247. A Homok látogatói (砂への侵入者たち; Szuna he no sinnjúsa-tachi) - 248. A Homok visszatámad...!! (迎えうつ砂...!!; Mukaeucu szuna...!!) - 249. A Kadzekage cselekszik...!! (風影として...!!; Kazekage to site...!!) - 250. Új csapat, első küldetés!! (新チーム、初任務!!; Sin csímu, hacu ninmu!!) - 251. A Homoknak...!! (砂へ...!!; Szuna he...!!) - 252. Az érzelmek elharapóznak...!! (想い、駆ける...!!; Omoi, kakeru...!!) - 253. Felmentősereg...!! (頼れる加勢...!!; Tajoreru kaszei...!!)                     | Szereplő(k) a borítón - Uzumaki Naruto - Haruno Szakura - Hatake Kakasi Animeepizódok Naruto sippúden 1–11.                   | Szereplő(k) a borítón - Uzumaki Naruto - Haruno Szakura - Hatake Kakasi Animeepizódok Naruto sippúden 1–11.                   |  |
| 28    | ISBN: ISBN 4-08-873828-4 | | | |  |
|       | | | | |  |
| 29    | Kakasi vs. Itacsi!! | Kakasi vs. Itacsi!! (カカシVSイタチ!!) | 2005. augusztus 4. | - |  |
| 29    | Fejezetek - 254. Testvérek...!! (兄弟...!!; Kjódai...!!) - 255. Közeledés...!! (接近...!!; Szekkin...!!) - 256. Ellenségek!! (立ちはだかる者たち!!; Tacsi va dakaru mono-tacsi!!) - 257. Kakasi keresztülvág (カカシの経験値; Kakasi no keiken atai) - 258. Guy vs. Kiszame!! (ガイVS鬼鮫!!; Gai VS Kiszame) - 259. Itacsi ereje...!! (イタチの力...!!; Itacsi no csikara...!!) - 260. Kakasi vs. Itacsi!! (カカシVSイタチ!!) - 261. Dzsincsúriki...!! (人柱力...!!) - 262. Naruto előretör...!! (駆ける思い...!!; Kakeru omoi...!!) | Fejezetek - 254. Testvérek...!! (兄弟...!!; Kjódai...!!) - 255. Közeledés...!! (接近...!!; Szekkin...!!) - 256. Ellenségek!! (立ちはだかる者たち!!; Tacsi va dakaru mono-tacsi!!) - 257. Kakasi keresztülvág (カカシの経験値; Kakasi no keiken atai) - 258. Guy vs. Kiszame!! (ガイVS鬼鮫!!; Gai VS Kiszame) - 259. Itacsi ereje...!! (イタチの力...!!; Itacsi no csikara...!!) - 260. Kakasi vs. Itacsi!! (カカシVSイタチ!!) - 261. Dzsincsúriki...!! (人柱力...!!) - 262. Naruto előretör...!! (駆ける思い...!!; Kakeru omoi...!!) | Szereplő(k) a borítón - Uzumaki Naruto - Gára Animeepizódok Naruto sippúden 10–18.                                            | Szereplő(k) a borítón - Uzumaki Naruto - Gára Animeepizódok Naruto sippúden 10–18.                                            |  |
| 29    | ISBN: ISBN 4-08-873849-7 | | | |  |
|       | | | | |  |
| 30    | Csijo és Szakura | Csijo-bá to Szakura (チヨバアとサクラ) | 2005. november 4. | - |  |
| 30    | Fejezetek - 263. Düh...!! (大声で怒れ...!!; Ógoe de ikare...!!) - 264. Szaszori mesterműve...!! (サソリの芸術...!!; Szaszori no geidzsucu...!!) - 265. Csijo és Szakura (チヨバアとサクラ; Csijo-bá to Szakura) - 266. Szaszori megmutatkozik...!! (サソリ、現る...!!; Szaszori, aravaru...!!) - 267. Szenvedélyes elhatározás...!! (激しき決意...!!; Hagesiki kecui...!!) - 268. Bábmester vs. bábmester (傀儡師VS傀儡師!!; Kugucusi VS kugucusi) - 269. Mit tehetek...?! (出来ること...!!; Dekiru koto...!!) - 270. Tévedés...!! (誤算...!!; Goszan...!!) - 271. Ismeretlen erő...!! (未知の能力...!!; Micsi no csikara...!!)                                         | Fejezetek - 263. Düh...!! (大声で怒れ...!!; Ógoe de ikare...!!) - 264. Szaszori mesterműve...!! (サソリの芸術...!!; Szaszori no geidzsucu...!!) - 265. Csijo és Szakura (チヨバアとサクラ; Csijo-bá to Szakura) - 266. Szaszori megmutatkozik...!! (サソリ、現る...!!; Szaszori, aravaru...!!) - 267. Szenvedélyes elhatározás...!! (激しき決意...!!; Hagesiki kecui...!!) - 268. Bábmester vs. bábmester (傀儡師VS傀儡師!!; Kugucusi VS kugucusi) - 269. Mit tehetek...?! (出来ること...!!; Dekiru koto...!!) - 270. Tévedés...!! (誤算...!!; Goszan...!!) - 271. Ismeretlen erő...!! (未知の能力...!!; Micsi no csikara...!!)                                         | Szereplő(k) a borítón - Uzumaki Naruto - Haruno Szakura - Csijo Animeepizódok Naruto sippúden 18–25.                          | Szereplő(k) a borítón - Uzumaki Naruto - Haruno Szakura - Csijo Animeepizódok Naruto sippúden 18–25.                          |  |
| 30    | ISBN: ISBN 4-08-873881-0 | | | |  |
|       | | | | |  |
| 31    | Végső harc!! | Takuszareta omoi!! (託された想い!!) | 2005. december 26. | - |  |
| 31    | Fejezetek - 272. Csijo vs. Szaszori...!! (チヨバアVSサソリ...!!; Csijo-bá VS Szaszori...!!) - 273. Végső harc!! (ラストバトル!!; Raszuto batoru!!) - 274. Lehetetlen álom (叶わぬ夢; Kanavanu jume) - 275. Jutalom...!! (褒美...!!; Hóbi...!!) - 276. Új Saringan!! (新しい写輪眼!!; Atarasí Saringan!!) - 277. A végső művészet...!! (究極の芸術!!; Kjúkjóku no geidzsúcu!!) - 278. Gára halála (我愛羅の死; Gára no si) - 279. Erő és csoda...!! (不思議な力...!!; Fusigi na csikara...!!) - 280. Bizalom!! (託された想い!!; Takuszareta omoi!!) | Fejezetek - 272. Csijo vs. Szaszori...!! (チヨバアVSサソリ...!!; Csijo-bá VS Szaszori...!!) - 273. Végső harc!! (ラストバトル!!; Raszuto batoru!!) - 274. Lehetetlen álom (叶わぬ夢; Kanavanu jume) - 275. Jutalom...!! (褒美...!!; Hóbi...!!) - 276. Új Saringan!! (新しい写輪眼!!; Atarasí Saringan!!) - 277. A végső művészet...!! (究極の芸術!!; Kjúkjóku no geidzsúcu!!) - 278. Gára halála (我愛羅の死; Gára no si) - 279. Erő és csoda...!! (不思議な力...!!; Fusigi na csikara...!!) - 280. Bizalom!! (託された想い!!; Takuszareta omoi!!) | Szereplő(k) a borítón - Uzumaki Naruto - Deidara - Szaszori - Zecu Animeepizódok Naruto sippúden 26–27., 29–32.               | Szereplő(k) a borítón - Uzumaki Naruto - Deidara - Szaszori - Zecu Animeepizódok Naruto sippúden 26–27., 29–32.               |  |
| 31    | ISBN: ISBN 4-08-874002-5 | | | |  |
|       | | | | |  |
| 32    | A Szaszuke utáni kutatás!! | Szaszuke e no micsi!! (サスケへの道!!) | 2006. április 4. | - |  |
| 32    | Fejezetek - 281. A Szaszuke utáni kutatás!! (サスケへの道!!; Szaszuke e no michi!!) - 282. A Kakasi csapat visszatér (カカシ班帰還; Kakasi han kikan) - 283. Tagot keresünk!! (メンバー探し!!; Menbá szagasi!!) - 284. Az új társ...!! (新しい仲間...!!; Atarasí nakama...!!) - 285. A „Gyökér”!! („根”の者!!; „Ne” no mono!!) - 286. Naruto, Szaszuke és Szakura (ナルトとサスケとサクラ; Naruto to Szaszuke to Szakura) - 287. Nincs címe (無題; Mudai) - 288. Érzések...? (分からない感情; Vakaranai kandzsó) - 289. Az „Akacuki” kéme!! („暁”のスパイ!!; „Akacuki” no szupai!!)                                                                                     | Fejezetek - 281. A Szaszuke utáni kutatás!! (サスケへの道!!; Szaszuke e no michi!!) - 282. A Kakasi csapat visszatér (カカシ班帰還; Kakasi han kikan) - 283. Tagot keresünk!! (メンバー探し!!; Menbá szagasi!!) - 284. Az új társ...!! (新しい仲間...!!; Atarasí nakama...!!) - 285. A „Gyökér”!! („根”の者!!; „Ne” no mono!!) - 286. Naruto, Szaszuke és Szakura (ナルトとサスケとサクラ; Naruto to Szaszuke to Szakura) - 287. Nincs címe (無題; Mudai) - 288. Érzések...? (分からない感情; Vakaranai kandzsó) - 289. Az „Akacuki” kéme!! („暁”のスパイ!!; „Akacuki” no szupai!!)                                                                                     | Szereplő(k) a borítón - Uzumaki Naruto - Akimicsi Csódzsi - Nara Sikamaru - Jamanaka Ino Animeepizódok Naruto sippúden 32–39. | Szereplő(k) a borítón - Uzumaki Naruto - Akimicsi Csódzsi - Nara Sikamaru - Jamanaka Ino Animeepizódok Naruto sippúden 32–39. |  |
| 32    | ISBN: ISBN 4-08-874039-4 | | | |  |
|       | | | | |  |
| 33    | Szigorúan titkos küldetés | Gokuhi ninmu...!! (極秘任務...!!) | 2006. június 2. | - |  |
| 33    | Fejezetek - 290. Az árulás következményei!! (裏切りの結末!!; Uragiri no kecumacu!!) - 291. Az indulat elsütése!! (怒りの引き金!!; Ikari no hikigane!!) - 292. A harmadik farok...!! (三本目...!!; Szanhonme...!!) - 293. Az irányítás elveszik...!! (暴走...!!; Bószó...!!) - 294. A negyedik farok...!! (四本目...!!; Jonhonme...!!) - 295. Pont, mint a Négyfarkú...!! (九尾へ...!!; Kjúbi e...!!) - 296. Egy siralmas befejezés (悲しき決着; Kanasiki ketcsaku) - 297. Szai feladata!! (サイの任務!!; Szai no ninmu!!) - 298. Szigorúan titkos küldetés...!! (極秘任務...!!; Gokuhi ninmu...!!) - 299. Az erő forrása...!! (強さの源...!!; Cujosza no minamoto...!!) | Fejezetek - 290. Az árulás következményei!! (裏切りの結末!!; Uragiri no kecumacu!!) - 291. Az indulat elsütése!! (怒りの引き金!!; Ikari no hikigane!!) - 292. A harmadik farok...!! (三本目...!!; Szanhonme...!!) - 293. Az irányítás elveszik...!! (暴走...!!; Bószó...!!) - 294. A negyedik farok...!! (四本目...!!; Jonhonme...!!) - 295. Pont, mint a Négyfarkú...!! (九尾へ...!!; Kjúbi e...!!) - 296. Egy siralmas befejezés (悲しき決着; Kanasiki ketcsaku) - 297. Szai feladata!! (サイの任務!!; Szai no ninmu!!) - 298. Szigorúan titkos küldetés...!! (極秘任務...!!; Gokuhi ninmu...!!) - 299. Az erő forrása...!! (強さの源...!!; Cujosza no minamoto...!!) | Szereplő(k) a borítón - Uzumaki Naruto - Szai Animeepizódok Naruto sippúden 35., 39–46.                                       | Szereplő(k) a borítón - Uzumaki Naruto - Szai Animeepizódok Naruto sippúden 35., 39–46.                                       |  |
| 33    | ISBN: ISBN 978-4-08-874108-6 | | | |  |